# Antoni Szram
Antoni Marek Szram (ur. 2 września 1941 w Brzeżanach, zm. 27 sierpnia 2019 w Łodzi) – polski historyk sztuki, konserwator zabytków, muzealnik oraz publicysta, związany z Łodzią, doktor nauk humanistycznych. Współtwórca i w latach 1975–1988 dyrektor Muzeum Miasta Łodzi. Założyciel i pierwszy dyrektor Muzeum Kinematografii w Łodzi (1986–2000).

## Życiorys

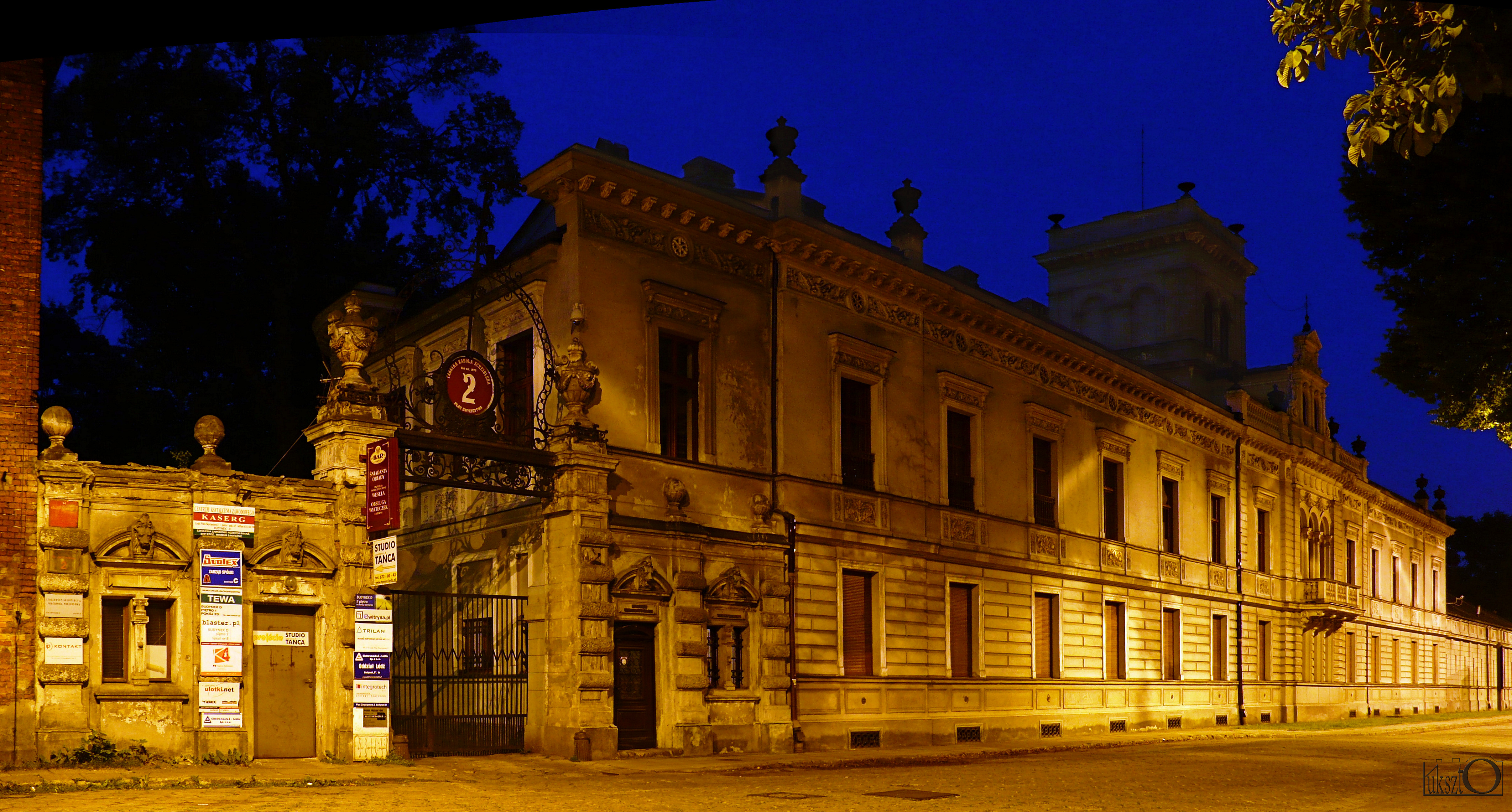
Pałac Karola Scheiblera – siedziba Muzeum Kinematografii

Absolwent Uniwersytetu im. Adama Mickiewicza w Poznaniu, na której to uczelni uzyskał doktorat z historii sztuki. Od 1964 roku mieszkał i pracował w Łodzi. Początkowo był zatrudniony w Muzeum Historii Ruchu Rewolucyjnego, natomiast od 1971 roku pełnił funkcję miejskiego konserwatora zabytków. Sporządził pierwszy spis obiektów chronionych tego miasta, na którym znalazło się wiele budowli pofabrykanckich oraz industrialnych. Był pomysłodawcą i założycielem łódzkich placówek muzealnych: Muzeum Miasta Łodzi w 1975 roku oraz Muzeum Kinematografii w 1986 roku; obiema instytucjami kierował. Przez wiele lat kierował łódzkim oddziałem Stowarzyszenia Historyków Sztuki. Pełnił również funkcję konsultanta podczas realizacji filmu Ziemia obiecana w reżyserii Andrzeja Wajdy (1974).
W 2015 roku otrzymał nagrodę Prezydenta Miasta Łodzi w dziedzinie sztuki, ochrony i upowszechniania kultury. W tym samym roku Fundacja Ulicy Piotrkowskiej uhonorowała go tytułem Obywatel Szram – Pierwszy Anioł Łodzi. Otrzymał również nagrodę Laterna Magica za upowszechnianie filmu.
W wyborach do Parlamentu Europejskiego w 2004 roku był kandydatem Ogólnopolskiego Komitetu Obywatelskiego „OKO”, a w wyborach samorządowych w 2006 roku do rady Łodzi z listy Regionalnego Stowarzyszenia Przyjaciół Łodzi i Województwa Łódzkiego „Przymierze”. Przystąpił do Krajowej Partii Emerytów i Rencistów. W wyborach samorządowych w 2014 roku kandydował ponownie na radnego Łodzi z listy SLD Lewica Razem, a w wyborach parlamentarnych w 2015 roku do Sejmu z ramienia Zjednoczonej Lewicy, także nie uzyskując mandatu.
Zmarł 27 sierpnia 2019 roku w Łodzi, pogrzeb odbył się 4 września na cmentarzu Doły.

## Odznaczenia
- Srebrny Medal „Zasłużony Kulturze Gloria Artis”[8] (2007)

## Publikacje
- Folklor ziemi łódzkiej (1970, wraz Janem Dekowskim)
- Architektura Łodzi przemysłowej (1970, wraz z Andrzejem Wachem)
- Łódź (1997, wraz z Januszem Wiktorowskim)
- Inicjatywy budowlane I. K. Poznańskiego jako wyraz mecenatu artystycznego łódzkiego przemysłowca (1998)
- Chodzenie po linie w wersji francuskiej (Łódź, 2005)

Szram był autorem i współautorem niemal dwudziestu pozycji książkowych i albumowych. Chodzenie po linie w wersji francuskiej to zbiór artykułów z łódzkiej prasy z lat 1971–2004 (wcześniejsze wydania obejmowały artykuły z lat 1971–1981).